# Донато, Николо (венецианский дож)
Николо Донато (итал. Nicolò Donato (Donà, Donati); 28 января 1540 — 9 мая 1618, Венеция, Венецианская республика) — 93-й дож Венеции.

## Биография
Донато родился в знатной семье и был последним из трех сыновей Джованни Донато и Элизабетты Морозини. Он получил образование в Падуе под присмотром своего дяди Джироламо и кардинала Агостино Вальера и делал успехи в области риторики.
В 1560 году Донато стал членом Великого Совета и получил свой первый политический пост в 1564 году как чиновник по особым поручениям. С тех пор Донато стал активным участником общественной жизни Венеции.
В 1566 году он работал членом магистрата в Далмации, участвовал в битве при Лепанто, а в 1574 году стал мэром города Виченца.
В следующем году он занял ту же должность в Копере. В это время он столкнулся с кризисом в отношениях с соседними Триестом по поводу эксплуатации соляных шахт, который завершился военной операцией.

### Дож
4 апреля 1618 года, в условиях заговора Бедмара и хаоса, усугубленного смертью дожа Джованни Бембо, Донато удалось занять пост дожа. После избрания он пытался избавиться от славы скупца, но безуспешно. Его правление продолжалось всего 35 дней (4 апреля - 9 мая), за это время примечательного не произошло. По слухам, дож умер от переживаний, вызванных провалом его племянника Пьетро на выборах на высокую государственную должность: отказ сената он истолковал как личное оскорбление.